# Anschlag auf den Kiryat HaYovel-Supermarkt

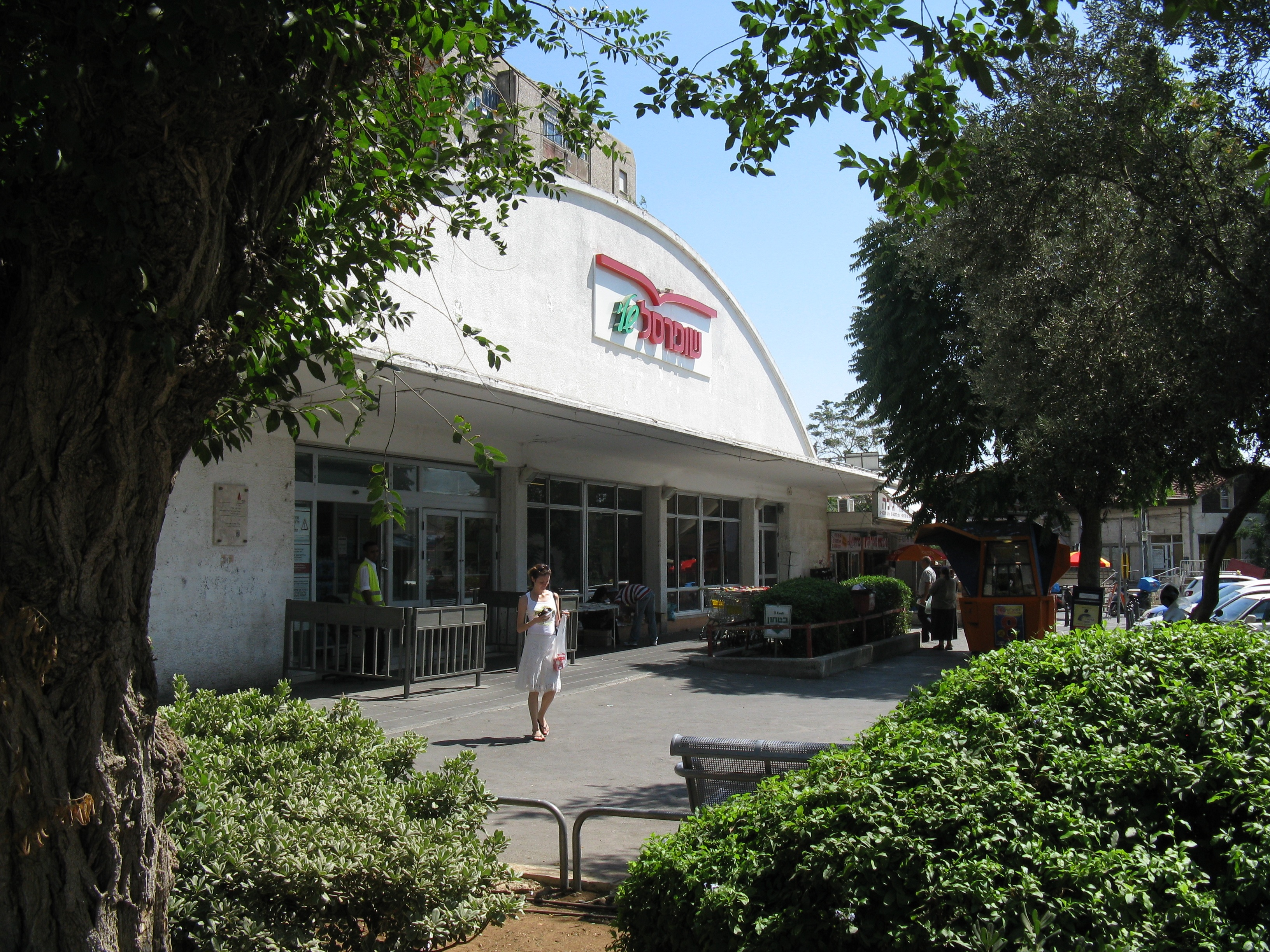
Das Ziel des Anschlags; der Supermarkt Super Sol in Kiryat HaYovel in Westjerusalem.

Der Anschlag auf den Kiryat HaYovel-Supermarkt ereignete sich am 29. März 2002 im Viertel Kiryat HaYovel in Westjerusalem, Israel. Bei dem Selbstmordanschlag starben zwei Israelis und die Attentäterin, 28 Menschen wurden verletzt.
Die palästinensischen Al-Aqsa-Märtyrerbrigaden übernahmen die Verantwortung. Es war der dritte Selbstmordanschlag einer palästinensischen Frau. International löste der Anschlag tiefe Bestürzung und Aufmerksamkeit aus, vor allem da die 18-jährige Attentäterin Ayat al-Akhras einem ihrer Opfer, der 17-jährigen Israeli Rachel Levy, äußerst ähnlich sah.

## Verlauf

### Planung des Anschlags
Die 17/18-jährige Attentäterin Ayat al-Akhras stammte aus dem palästinensischen Flüchtlingslager Daheischa, südlich von Bethlehem. Am 8. März 2002 führte die israelische Armee einen Militäreinsatz im Lager durch, bei dem Al-Akhras Nachbar ʿIsa Zakari Faradsch zu Tode kam. Kurz darauf nahm die junge Frau per Brief Kontakt zu Ahmad al-Mughrabi auf, dem Anführer einer lokalen Zelle der Al-Aqsa-Märytrerbrigaden, und bot sich selbst als Selbstmordattentäterin an. Zunächst ignorierte er sie, doch als al-Akhras in drei weiteren Briefen ihren Entschluss bekräftigte, kam es im letzten Drittel des Monats zu einem Treffen und schließlich zu al-Mughrabis Zustimmung. Am Tag vor dem Anschlag nahm al-Akhras zusammen mit Ahmad al-Mughrabi ein Bekennervideo auf.

### Der Anschlag
Am Freitagmorgen des 29. März 2002 ging al-Akhras wie gewohnt zur Schule. Nach Ende des Unterrichts übergab Ahmad al-Mughrabi ihr die in einer schwarzen Lederhandtasche deportierte Bombe. Ein Mitstreiter fuhr al-Akhras zu einer ebenen Stelle der Barrikade von Bayt Dschala, über die sie kletterte. Auf der anderen Seite der Barrikade wurde al-Akhras von einem weiteren Mitstreiter namens Ibrahim Sarahneh in Empfang genommen, der sie zum Anschlagsziel fuhr: einem Supermarkt in Kiryat Hayovel, einem Viertel in Westjerusalem. Er ließ sie unweit des Supermarktes aus dem Auto. Als Al-Akhras gegen 13:50 Uhr den Eingang betrat, stieß sie auf den 55-jährigen Wachmann Haim Smadar, der sich weigerte sie hineinzulassen, ohne ihre Handtasche zu überprüfen. Daraufhin zündete al-Akhras die präparierte Bombe, während im selben Moment die 17-jährige Rachel Levy neben ihr den Eingang betrat. Die Explosion tötete al-Akhras, Levy und Smadar und verletzte 28 weitere Menschen.
Die Körper von Al-Akhras und Levy wurden durch die Explosion weitgehend zerfetzt, wobei sich die Gesichter jedoch identifizieren ließen. Aufgrund der starken äußerlichen Ähnlichkeit von Ayat al-Akhras und Rachel Levy und dem Zustand der Leichen hatten die israelischen Forensiker anfangs Schwierigkeiten Täter und Opfer auseinanderzuhalten. Augenzeugen der Tat berichteten, dass sie anfangs die beiden jungen Frauen für Schwestern gehalten hatten, auch da sie zusammen den Eingang betreten hatten.

## Reaktionen

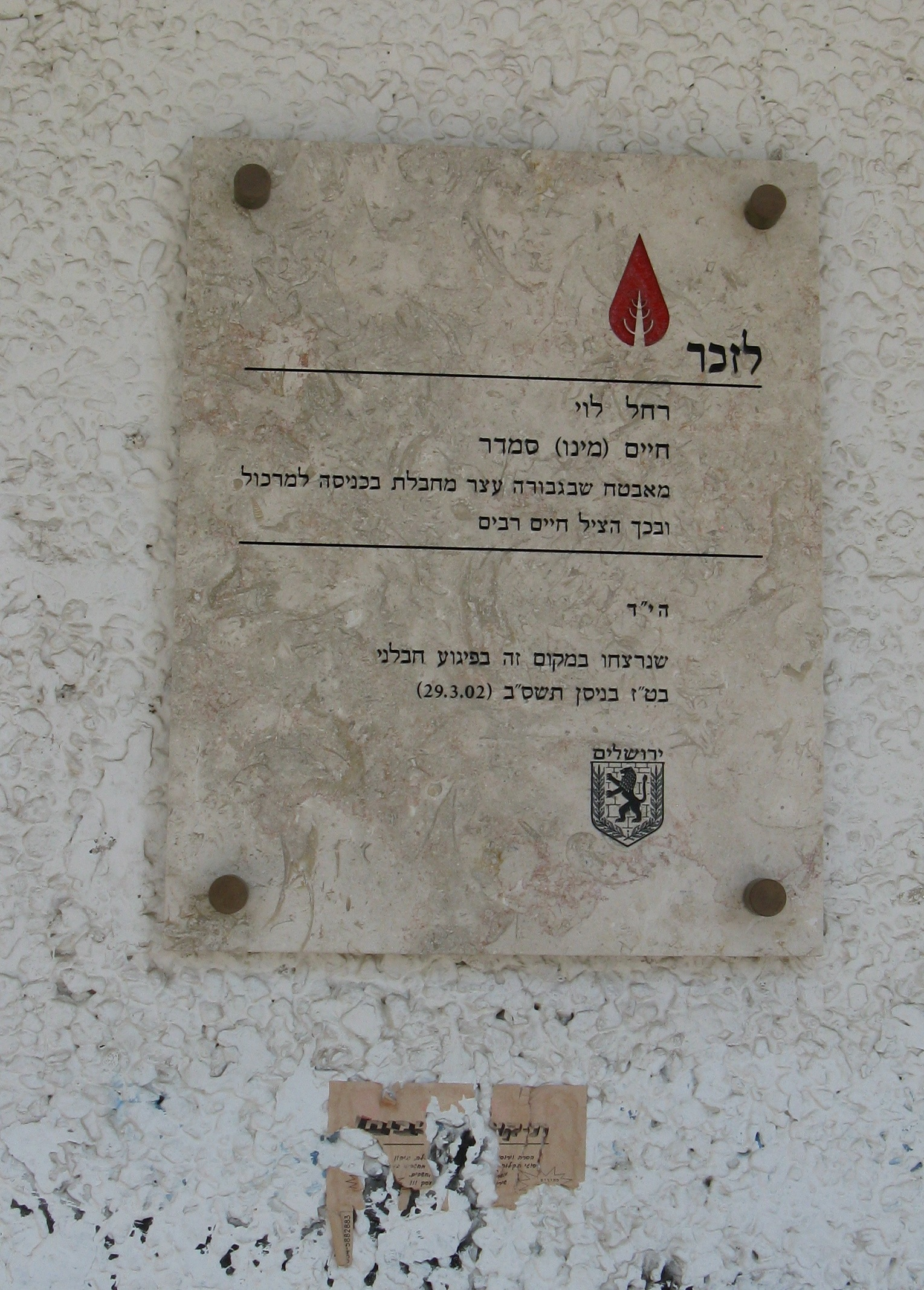
Gedenkplatte für den getöteten Wachmann Haim Smadar am Eingang des Supermarktes, wo der Anschlag geschah.

Vor dem Hintergrund, dass al-Akhras nach Wafa Idris und Darin Abu Aischa die erst dritte und noch dazu jüngste Frau war, die ein Selbstmordattentat verübte und ihrem Opfer Rachel Levy äußerlich sehr ähnelte, bekam der Fall eine starke mediale internationale Aufmerksamkeit.
Der damalige US-Präsident George W. Bush nahm den Anschlag zum Anlass, um die Notwendigkeit eines Friedensprozesses zwischen Israelis und Palästinensern zu betonen. In seiner Rede kritisierte Bush sowohl Palästinenserführer Yassir Arafat, der die Selbstmordattentate der Zweiten Intifada absichtlich nicht gestoppt habe, als auch Israel, das er aufforderte, die Besetzung des Westjordanlandes und die „tägliche Demütigung“ der Palästinenser zu beenden. Bush erklärte als Anlass für seine Rede seine Erschütterung über das tragische Schicksal von Ayat al-Akhras und Rachel Levy.

„Wenn ein 18-jähriges palästinensisches Mädchen dazu veranlasst wird, sich selbst in die Luft zu sprengen, und dabei ein 17-jähriges israelisches Mädchen tötet, stirbt die Zukunft selbst. Die Zukunft des palästinensischen Volkes und die Zukunft des israelischen Volkes.“

## Rezeption
Der Roman Der Himmel über Jerusalem (Originaltitel: Prima di Lasciarsi) der italienischen Journalistin und Schriftstellerin Gabriella Ambrosio basiert auf der Geschichte des Anschlags.
Der 2007 erschienene HBO-Dokumentarfilm To Die in Jerusalem zeichnet die Geschichte von Ayat al-Akhras und Rachel Levy nach. Das Theater in Dornach bei Basel verarbeitete den Film im Jahr 2013 zu einem Theaterstück.